# Muniz Freire Futebol Clube
Il Muniz Freire Futebol Clube, noto anche semplicemente come Muniz Freire, è una società calcistica brasiliana con sede nella città di Muniz Freire, nello stato dell'Espírito Santo.

## Storia
Il club è stato fondato il 1º maggio 1930. Il Muniz Freire ha vinto il Campeonato Capixaba Série B nel 1989, e il Campionato Capixaba nel 1991. Ha partecipato alla Coppa del Brasile nel 1992, dove è stato eliminato ai sedicesimi di finale dall'Internacional.

## Palmarès

### Competizioni statali
- Campionato Capixaba: 1

1991
- Campeonato Capixaba Série B: 1

1989